# Niceteria
Niceteria là một chi bướm đêm thuộc họ Geometridae.